# 埃特马德普尔
埃特马德普尔（Etmadpur），是印度北方邦Agra县的一个城镇。总人口19412（2001年）。

## 人口
该地2001年总人口19412人，其中男性10385人，女性9027人；0—6岁人口3370人，其中男1824人，女1546人；识字率54.51%，其中男性为62.84%，女性为44.93%。